# Viviane Ferreira
Viviane Ferreira (Salvador, 1985) é uma diretora, roteirista, produtora e cineasta brasileira. Ela também é advogada e ativista do movimento de mulheres negras e fundadora da Odun Filmes, empresa produtora voltada para o audiovisual identitário. É uma das fundadoras da Associação de Profissionais do Audiovisual Negro (APAN).
Seu filme O Dia de Jerusa (2014), estrelado por Léa Garcia, foi exibido no segmento de mercado Short Film Corner do Festival de Cannes. O curta foi transformado no longa Um Dia com Jerusa (2020) e com ele Viviane se tornou a segunda mulher negra a dirigir individualmente um longa de ficção no Brasil. A primeira foi Adélia Sampaio.

## Percurso
Viviane nasceu no bairro de Coqueiro Grande, Salvador, Bahia, e aos 19 anos se mudou para São Paulo, onde vive desde então. Se formou em Cinema pela Escola de Cinema e Instituto Stanislavisky e também em Advocacia pela Universidade Paulista, onde se especializou em Direito Público, com foco em Direito Autoral e Cultural. Também é mestre em Políticas de Comunicação e Cultura pela Universidade de Brasília (UnB).
Em 2008, ela fez o seu primeiro curta-documentário, Dê Sua Ideia, Debata. No mesmo ano, ela fundou a Odun Filmes, uma empresa produtora vocacionada para o audiovisual identitário, com atuação em produção audiovisual, cultural e educativa.
Nascida na periferia, ela conjunga sua formação de advogada e cineasta através do ativismo negro. Ela integrou e foi educadora no coletivo de juventude do Ceafro (organização de mulheres negras em Salvador), onde também foi presidenta da Associação Mulheres de Odun, organização de mulheres negras feministas, até 2017.
Em 2014, seu curta-metragem O Dia de Jerusa ganhou exibição no Festival de Cannes.
Em 2020, Viviane passou a ser a segunda mulher negra no Brasil a dirigir individualmente um longa-metragem de ficção, sendo precedida por Adélia Sampaio com Amor Maldito em 1984. Seu longa, Um Dia Com Jerusa (2020) foi indicado para Melhor Longa-Metragem na 23ª Mostra de Cinema de Tiradentes. Baseado no seu curta documental de 2014, o filme aborda temas como a solidão e a ancestralidade da mulher negra, através do encontro de personagens de diferentes gerações. Todo elenco do filme é composto por atores negros.
Viviane foi presidenta do Comitê Brasileiro de Seleção do Oscar 2021 que elegeu o documentário Babenco – Alguém Tem Que Ouvir o Coração e Dizer: Parou para representar o Brasil na disputa pela estatueta.
Em fevereiro de 2021, Viviane assumiu a presidência da Spcine, a empresa de Cinema e Audiovisual de São Paulo, cargo que ocupou até fevereiro de 2024. Durante sua gestão, a Spcine desempenhou um papel fundamental na recuperação do setor audiovisual, fortemente impactado pela pandemia de Covid-19, assim como outras áreas da economia criativa.

## Obras
| Ano  | Título                                       | Diretora | Roteirista | Produtora | Notas                                                                                          | Ref               |
| ---- | -------------------------------------------- | -------- | ---------- | --------- | ---------------------------------------------------------------------------------------------- | ----------------- |
| 2008 | Dê Sua Ideia, Debata                         | Sim      | Sim        | Sim       | Curta documentário                                                                             | [ 1 ] [ 15 ]      |
| 2009 | XIII Marcha Noturna                          | Sim      | Sim        | Sim       | Curta documentário                                                                             | [ 1 ]             |
| 2009 | Festa da Mãe Negra                           | Sim      | Sim        | Sim       | Curta documentário                                                                             | [ 1 ]             |
| 2010 | Mumbi7Cenas pós Burkina                      | Sim      | Sim        | Sim       | Curta experimental                                                                             | [ 2 ] [ 16 ]      |
| 2011 | Jennifer                                     | Não      | Não        | Sim       | Curta ficcional                                                                                | [ 2 ] [ 17 ]      |
| 2012 | Samba de Cururuquara                         | Não      | Não        | Sim       | Curta documentário                                                                             | [ 1 ] [ 18 ]      |
| 2014 | O Dia de Jerusa                              | Sim      | Sim        | Sim       | Curta ficcional Seleção oficial: Festival de Cannes (Short Film Corner)                        | [ 2 ] [ 5 ] [ 8 ] |
| 2014 | Peregrinação                                 | Sim      | Sim        | Sim       | Curta documentário                                                                             | [ 1 ] [ 19 ]      |
| 2017 | O Som do Silêncio                            | Não      | Não        | Sim       | Curta ficcional                                                                                | [ 1 ]             |
| 2017 | Dara: A Primeira Vez Que Foi ao Céu          | Não      | Não        | Sim       | Curta ficcional Co-produção: Dandara Produções                                                 | [ 2 ]             |
| 2018 | Simone: Estórias em Estação de Transferência | Não      | Não        | Sim       | Curta ficcional Co-produção: Dandara Produções                                                 | [ 1 ]             |
| 2019 | Mato Adentro                                 | Não      | Não        | Sim       | Curta ficcional                                                                                | [ 2 ]             |
| 2019 | Pessoas - Contar para viver                  | Sim      | Sim        | Não       | Segmento: "Esquinas"                                                                           | [ 2 ]             |
| 2020 | Um Dia com Jerusa                            | Sim      | Sim        | Sim       | Primeiro longa-metragem Indicado a Melhor Longa-Metragem na 23ª Mostra de Cinema de Tiradentes | [ 2 ]             |
| 2023 | Ó Paí, Ó 2                                   | Sim      | Sim        | Não       | Longa-metragem                                                                                 | [ 20 ]            |

## Reconhecimentos
- 2021 - Integrou a Lista Global de Afrodescendentes Mais Influentes, na categoria Ativismo Humanitário e Religioso.[21][22]